# Dave Power
Dave Power (ur. 28 kwietnia 1978 w Rutherford) – amerykański aktor telewizyjny i filmowy.
Po raz pierwszy pojawił się na ekranie w roku 2000 jako Jerry w jednym z odcinków serialu telewizyjnego Becker oraz w kinowym dramacie wojennym U-571 u boku Matthew McConaugheya, Billa Paxtona, Harveya Keitela i muzyka rockowego Jona Bon Jovi. Rok później pojawił się gościnnie w popularnych serialach telewizyjnych takich jak: Buffy: Postrach wampirów, Różowe lata siedemdziesiąte, JAG – Wojskowe Biuro Śledcze.

## Filmografia
- U-571 (2000) jako Tank
- Kompania braci (Band of Brothers, 2001) jako szeregowiec Dietrich
- Księżniczka i żołnierz (The Princess and the Marine, 2001) jako Smitty
- Ręka Boga (Frailty, 2001) jako Matt
- Dni ostatnie (2003) jako Gilford
- Niecne uczynki (Dirty Deeds, 2005) jako Nate
- The Last Supper (2006) jako Jan
- Dobry Niemiec (The Good German, 2006) jako sierżant Schaeffer
- Snajper (Sharpshooter, 2007) jako Merrill
- Shuttle  (2008) jako Matt